# Валгъярв (озеро, Валгамаа)
Вальгъярв (эст. Koorküla Valgjärv) — пресноводное озеро на юге Эстонии. Расположено в волости Хуммули уезда Валгамаа.
Его глубина составляет 26,8 м, средняя глубина 8,5 м. Площадь около 44,1 га. Берега в преимущественно высокие, сложены песком или гравием. Только западный берег более пологий и илистый. Вода в озере явно стратифицирована. Водоем имеет ледниковое происхождение, предполагают, что его бассейн образовался в старой долин. Ранее уровень воды был выше. С 1926 года уровень воды в озере опустился на 0,5 м. Об этом свидетельствуют ступеньки на берегу водоема.
В озере есть две глубокие впадины в северо-восточной и в южной частях озера. Между ними находится мелководье, где на глубине около 1 м обнаружены остатки сооружения («Mõisa ase»), построенного в 1310—1430 годах. Предполагают, что это была укрепленная дворянская резиденция. Этот объект взят под охрану как археологический памятник. В юго-восточной части озера находится родник, которое вероятно было местом древних жертвоприношений. Родник называется Silmaallikas (глазной источник) потому, что его вода использовалась для лечения глаз.
В озере обнаружено более 25 растений, некоторые растения были найдены на глубине до 9 м. Из рыб щука, окунь, линь, золотой карась, краснопёрка, ёрш и налим. В 1960-х годах была уничтожена популяция речных раков, позднее она была восстановлена.